# 阿达镇
阿达镇（義大利語：Villa d'Adda），是意大利贝加莫省的一个市镇。总面积6平方公里，人口4714人，人口密度785.7人/平方公里（2009年）。国家统计（ISTAT）代码为016238。